# 理查德·利基
理查德·厄斯金·弗里爾·利基（英語：Richard Erskine Frere Leakey，1944年12月19日—2022年1月2日）肯尼亚古人类学家、保育运动政治家。父母为英国古生物学家路易斯·利基与玛丽·利基，妻子为古人类学家米芙·利基。利基在肯尼亚担任过许多正式职务，主要是在考古学和野生动植物保护机构中工作。 他一直是肯尼亚国家博物馆的馆长，创建了非政府组织WildlifeDirect，并且是肯尼亚野生动物服务局主席。

## 政治
1995年5月，理查德与一些肯尼亚知识分子一起发起了一个新的政党——萨菲纳党，在斯瓦希里语中意为“诺亚方舟”。该党自创立之初就经常受到骚扰，其成为正式政党的申请也直到1997年才获得批准。